# Nationaal park Gauja
Het Nationaal park Gauja (Lets: Gaujas nacionālais parks) is het oudste en grootste nationaal park in Letland. Het werd in 1973 opgericht.
Het park beslaat een driehoekig gebied in het stroomgebied van de Gauja, beginnend bij Valmiera en eindigend voorbij Sigulda. De zandsteenformaties langs de rivier dateren uit het Devoon en hebben dit gebied de bijnaam het "Lijflandse Zwitserland" (Vidzemes Šveice) opgeleverd.
Van het grondgebied wordt 54% ingenomen door loofbos, naaldbos en gemengd bos. Tot de broedvogels in het nationale park behoren de zwarte ooievaar, de oehoe, de ijsvogel en de witrugspecht. Het hoogveen van Suda (Sudas purvs) is een vogelreservaat.
34% van het park is in gebruik voor landbouw en menselijke activiteiten. Het park omvat ook verschillende belangrijke historische en archeologische monumenten en is een van de belangrijkste toeristengebieden van Letland.
In het park bevinden zich drie bezoekerscentra. Het hoofdkantoor bevindt zich in Sigulda.

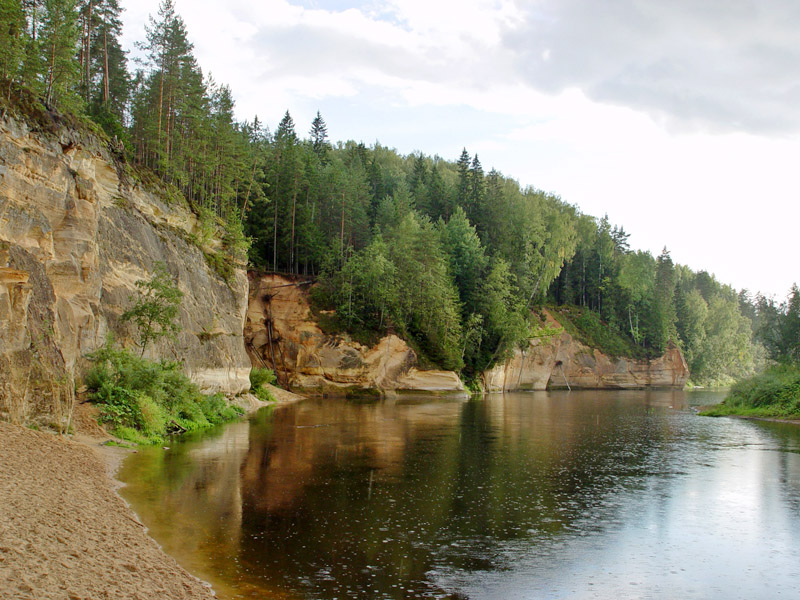
Ērģļu klintis (de Adelaarsklif)

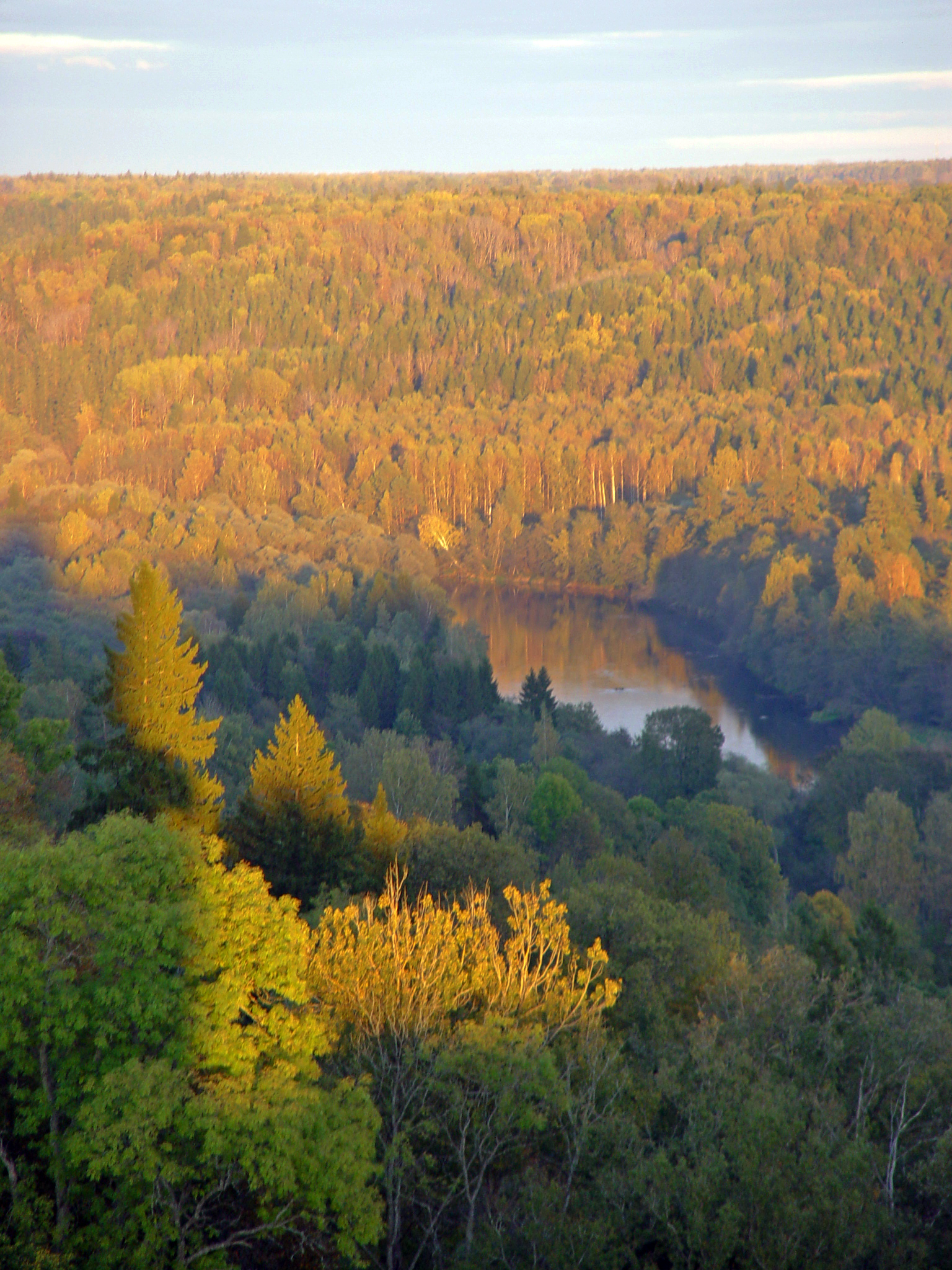
Bossen in het Gaujadal

Gauja · 
Ķemeri ·  
Rāzna · 
Slītere